# 디케이앤디
디케이앤디(Dk&D Co. Ltd.)는 대한민국의 패션소재 기업이다.

본사는 경기도 안산시 단원구 별망로 345에 위치해 있으며 대표이사는 최민석이다.

## 상장
2018년 11월 20일에 공모가 6,000원에 코스닥 시장에 상장하였다.

## 참고문헌
1. ↑  반준환, 디케이앤디, 전기차급 이익 거두는 "넘버원 저평가株", 머니투데이, 2022-11-13
2. ↑  디케이앤디, 성장세 이어가며 '비건레더' 사업까지 확장, 뉴스핌, 2023-05-16
3. ↑  디케이앤디, 세포배양 기술 활용 배양 가죽 개발, 뉴시스,  2023-09-04